# Catagela rubelineola
Catagela rubelineola is een vlinder uit de familie van de grasmotten (Crambidae). De wetenschappelijke naam van de soort is voor het eerst geldig gepubliceerd in 1979 door Wang & Sung.